# Rirkrit Tiravanija
Rirkrit Tiravanija (tailandés: ฤกษ์ฤทธิ์ 
ตีระวนิช, pronunciación: [rɯk-rit tira-wanit] o Tea-rah-vah-nit) (Buenos Aires, 1961) es un artista contemporáneo que reside en Nueva York, Berlín, y Chiang Mai. Es profesor en la Escuela de las Artes en la Universidad de Columbia.
Sus instalaciones toman la forma de habitaciones en donde se comparte comida, se cocina, se lee o juega; la arquitectura o estructuras para socializar es un elemento base en su trabajo.
Es representado, en México, por la galería Kurimanzutto.

## Biografía
Nació en Buenos Aires, ha vivido en Tailandia, Etiopía, y Canadá. Inicialmente estudió historia en Carleton Universidad, posteriormente estudió en la Universidad de Arte de Ontario, la Escuela del Instituto de Arte de Chicago, y en el Museo Whitney de Arte Estadounidense.

## Obra

### Proyectos artísticos
Sus exposiciones están frecuentemente basadas en la interacción y el intercambio entre los participantes. Algunos y algunas espectadoras, como estudiantes que vivieron en Untitled 1999, una recreación del departamento de Tiravanija en East Village, se mudaron ahí el tiempo que duró la exposición.
En 2005 en una exposición en la Galería de Serpentina, Londres, presentó réplicas de este apartamento, completo con cocina, baño, y dormitorio.

### Proyectos curatoriales
Fue co-curator del proyecto de Station Utopia en la Bienal de Venecia en 2003. En 1998, cofundó con Kamin Lerdchaiprasert el proyecto educativo colaborativo The Land Foundation que combina intervenciones de arte contemporáneo y valores tradicionales agrícolas. Es parte de una galería alternativa  Gallery VER localizada en Bangkok.

## Exposiciones
Su trabajo ha sido presentado ampliamente en museos y galerías: Drawing Center, Nueva York (2008); Musée d'Arte Moderne de la Ville de París (2005); Galería de Serpentina, Londres (2005); Galerie für Zeitgenössische Kunst, Leipzig (2003); Secesión, Viena (2002); Portikus, Fráncfort (2001); Centro para Arte Contemporáneo, Kitakyushu, Japón (2000); Museo de Condado del Los Ángeles de Arte (1999); y el Museo de Arte Moderno, Nueva York (1997).

## Reconocimientos
- Premio de la Gordon Matta Clark Foundation (1993)
- Premio a la Competencia de la Bienal de la Louis Comfort Tiffany Foundation Biennial (1993)
- Beca del National Endowment for the Arts Visual Artist (1994)
- Premio Benesse por el Naoshima Contemporary Art Museum in Japan
- Premio Lucelia del Smithsonian American Art Museum (2003)
- Premio Hugo Boss de la Solomon R. Guggenheim Museum en New York (2004).[5]